# Lakshmidevikote, Chintamani
Lakshmidevikote là một làng thuộc tehsil Chintamani, huyện Chikkaballapur, bang Karnataka, Ấn Độ.